# خانه کریمی (اصفهان)
خانه کریمی مربوط به دوره صفوی است و در اصفهان، خ‌یابان هاتف، پشت امامزاده، محله خوشنیان، بن بست گلشن واقع شده و این اثر در تاریخ ۱۶ فروردین ۱۳۷۷ با شمارهٔ ثبت ۱۹۷۵ به‌عنوان یکی از آثار ملی ایران به ثبت رسیده‌است.